# Внешняя политика Кот-д’Ивуара
Внешняя политика Кот-д’Ивуара — общий курс Кот-д’Ивуара в международных делах. Внешняя политика регулирует отношения Кот-д’Ивуара с другими государствами. Реализацией этой политики занимается министерство иностранных дел Кот-д’Ивуара.

## История
На протяжении холодной войны внешняя политика Кот-д’Ивуара была в целом благоприятной по отношению к Западу. В частности, президент Феликс Уфуэ-Буаньи поддерживал отношения с Францией, которые были одними из самых близких между любой африканской страной и бывшей колониальной державой. Страна стала членом Организации Объединённых Наций после обретения независимости в 1960 году и участвует в большинстве её специализированных учреждений. Также является ассоциированным членом Европейского союза. В целом президент Анри Конан Бедье инициировал и поддерживал отношения со многими странами Европейского союза и Азии.
Феликс Уфуэ-Буаньи был одним из первых африканских лидеров, установивших отношения с Израилем. В 1973 году сначала Эфиопия, а затем Организация африканского единства (ОАЕ) разорвала связи с Израилем в знак солидарности с арабскими членами ОАЕ. Практически вся Африка последовала их примеру, включая Кот-д’Ивуар. Однако Кот-д’Ивуар стал одним из первых, кто восстановил отношения с Израилем в 1986 году. Кот-д’Ивуар также поддерживает дипломатические отношения с Палестиной.
Кот-д’Ивуар стремился к переменам в ЮАР посредством диалога, и посол этой страны был одним из первых, кто получил аккредитацию в ЮАР после апартеида. Международные отношения Кот-д’Ивуара пострадали после переворота в декабре 1999 года, приведшего к власти президента Робера Геи. Многие иностранные организации (в том числе МВФ) отказывали в иностранной помощи.
Большинство западного международного сообщества, а также ОАЕ сочли выборы в октябре 2000 года в Кот-д’Ивуаре, проведенными с серьёзными нарушениями. Иностранные донорские организации приостановили оказание помощи в ожидании возвращения к гражданскому правлению. Лондонский клуб также не выразил готовности вернуться к вопросу о реструктуризации долга. Таким образом, внутренняя нестабильность в стране стала разрушать международные отношения.
Однако региональная и международная помощь помогла положить конец конфликту в 2002 году и привести к созданию правительства с разделением власти в 2003 году. Позиция по диалогу противоборствующих сторон стала хорошим подспорьем для развития международных отношений Кот-д’Ивуара.

## Региональные отношения
Правительство Кот-д’Ивуара исторически играло важную и конструктивную роль в Африке. Президент Феликс Уфуэ-Буаньи принимал активное участие в урегулировании региональных споров, особенно в Либерии и Анголе. Кот-д’Ивуар является участником недавно созданного механизма разрешения конфликтов ОАЕ. В 1996-97 годах Кот-д’Ивуар направил медицинское подразделение для участия в региональных миротворческих операциях в Либерии, что стало его первой миротворческой миссией.
Кот-д’Ивуар является членом Организации африканского единства (ОАЕ), Западноафриканского экономического и валютного союза (UEMOA), Африканско-маврикийской общей организации (OCAM), Совета Финансового сообщества Антанты (CFA), Экономического сообщества Государства Западной Африки (ЭКОВАС), Соглашения о ненападении и обороне (ANAD), ИНТЕЛСАТ, Движения неприсоединения, Африканской региональной спутниковой организации (РАСКОМ), Межафриканской кофейной организации (IACO), Международной организации по какао (ICCO), Альянса производителей какао, стран Африки, Карибского бассейна и Тихого океана (ACP) и Ассоциации стран-производителей кофе (ACPC). Кот-д’Ивуар также принадлежит Европейскому инвестиционному банку (ЕИБ) и Африканскому банку развития. Политическое восстание 2002 года вызвало критический региональный диссонанс, а также случаи ксенофобии в отношении граждан соседних стран, проживающих в Кот-д’Ивуаре.

## Другие важные отношения
За последнее десятилетие ивуарийско-индийские отношения значительно расширились, поскольку Индия стремится к развитию обширного коммерческого и стратегического партнерства в регионе Западной Африки. Кот-д’Ивуар открыл постоянное представительство в Нью-Дели в сентябре 2004 года. Страны в настоящее время активизируют усилия по увеличению торговли, инвестиций и экономического сотрудничества.
Отношения между Соединёнными Штатами Америки и Кот-д’Ивуаром были дружественными и близкими до момента переворота в 1999 году. В то время как многие другие страны региона подвергались неоднократным военным переворотам, присоединялись к марксистской идеологии и развивали связи с Советским Союзом и Китаем, президент Уфуэ-Буаньи поддерживал тесные политические связи с Западом. Анри Конан Бедье был первым послом Кот-д’Ивуара в США.
Соединенные Штаты с пониманием относились к программе быстрого и упорядоченного экономического развития Кот-д’Ивуара, основанной на мерах жесткой экономии, а также к её умеренной позиции по международным вопросам. Однако двустороннее финансирование Агентства США по международному развитию (USAID), за исключением фондов самопомощи и демократизации, было прекращено. Приостановлен культурный обмен, между США и Кот-д’Ивуаром, в рамках которого видные правительственные чиновники Кот-д’Ивуара, представители средств массовой информации, преподаватели и ученые посещали Соединенные Штаты, чтобы лучше познакомиться с американским народом и обменяться идеями и мнениями со своими коллегами.
После решения запретить большинству партий участвовать в октябрьских выборах Соединенные Штаты удалили всех наблюдателей за выборами и отстранили финансирование выборов. США также бойкотировали церемонию приведения к присяге президента Лорана Гбагбо. Считалось, что растущие связи между Кот-д’Ивуаром и Ливией при президенте Лоране Гбагбо могли ещё сильнее навредить американо-ивуарийским отношениям. Политические трудности 2002 года привели к тому, что Лоран Гбагбо возглавил временное правительство с разделением власти в ожидании новых выборов.